# کاتسوین
کاتسوین (به لهستانی:  Kacwin) یک روستا در لهستان است که در گمینا واپشه نگژنه واقع شده‌است.
 کاتسوین  ۹۸۰ نفر جمعیت دارد.